# Cephalelus nivenus
Cephalelus nivenus är en insektsart som beskrevs av Davies 1988. Cephalelus nivenus ingår i släktet Cephalelus och familjen dvärgstritar. Inga underarter finns listade i Catalogue of Life.